# バスコ (イリノイ州)
バスコ（Basco）は、アメリカ合衆国のイリノイ州ハンコック郡にある村である。イリノイ州の最西に位置する。2000年の調査で人口は107人。